# Hoja de trébol
La hoja de trébol es una maniobra acrobática que consiste en la combinación de un looping normal con un cuarto de tonel repetida en cada cuadrante de la rosa de rumbos. Esta maniobra es un desarrollo del looping con cuarto de tonel. Se puede realizar efectuando el cuarto de tonel cuando se sube a la vertical o cuando se pica a la vertical

## Pasos para ejecutar la hoja de trébol
1. Se pica para empezar un looping normal.
2. Cuando el avión comienza a subir la vertical con los gases a fondo, se inicia un tonel coordinado manteniendo la palanca atrás y se echa la cabeza atrás.
3. Se realiza un cuarto de tonel que se debe terminar cuando las alas estén en invertido y niveladas con el horizonte. Se continúa el tonel para terminar el looping alineado con una de las líneas del suelo.
4. Mientras se desciende en la segunda mitad del looping, se llevan los gases atrás. Se controla la velocidad para que suba hasta la necesaria para empezar el segundo looping, que se inicia con un rumbo perpendicular al primero.
5. Se repite el procedimiento del primer looping, teniendo cuidado de hacer siempre el cuarto de tonel al mismo lado las cuatro veces.[1]